# San Antonio de Los Altos
San Antonio de Los Altos è un nucleo abitato di capoluogo del comune di Los Salias, il quale è parte dello Stato Miranda, nel Venezuela centro-settentrionale, alle porte della capitale Caracas.
Situata sui monti posti a SW del Distretto Capitale, dista dal Mar dei Caraibi e dall'Oceano Atlantico circa 100 km in linea d'aria.
È compresa nel novero dei paesi limitrofi facente parte del confine, insieme a Los Teques, di un'enorme area metropolitana ufficiosamente conosciuta come "Gran Caracas", limitrofa alla capitale stessa, che utilizza su tutto il territorio medesimo prefisso telefonico ed è collegata al distretto capitale vero e proprio grazie alle infrastrutture pubbliche come la Metropolitana di Los Teques, facente parte di quella di Caracas, che prevede uscite anche a San Antonio de Los Altos e a San Josè de Los Altos, con lavori già in corso. Oltre al prefisso telefonico comune, alla logistica (con moderne e funzionanti infrastrutture) e alla telecomunicazione di massa, significative vicinanze si rilevano in ambito culturale e architettonico; tuttavia, tale area di "Gran Caracas" non è ufficialmente riconosciuta dal governo venezuelano come distretto federale né come agglomerato urbano a sé stante. Tale area metropolitana conterebbe una popolazione approssimativa di 5 905 463 abitanti al censimento dell'anno 2009.
La città presenta diversi grandi centri commerciali e poli economici, specie nel campo dell'industria manifatturiera del vetro, molto sviluppata dagli immigrati italiani giunti in Venezuela a nella seconda metà del XX secolo.
È il secondo centro abitato con il più alto Indice di sviluppo umano e con il minor tasso di povertà e di criminalità di tutto il Venezuela dopo quello di Chacao, comune (de facto un quartiere) del distretto metropolitano di Caracas.
È inoltre residenza della gran parte della borghesia agiata nonché del maggior numero di VIP e di giornalisti venezuelani (di cui molti di Venevisión).